# Liste der Monuments historiques in Corny-Machéroménil
Die Liste der Monuments historiques in Corny-Machéroménil führt die Monuments historiques in der französischen Gemeinde Corny-Machéroménil auf.

## Liste der Objekte
| Bezeichnung | Beschreibung                                                                     | Standort                             | Kennzeichnung | Schutzstatus | Datum | Bild |
| ----------- | -------------------------------------------------------------------------------- | ------------------------------------ | ------------- | ------------ | ----- | ---- |
| Hauptaltar  | Altartisch und Retabel; Stein, Marmor, Ölfarbe auf Holz, 17. und 18. Jahrhundert | Corny, in der Kirche St-Denis (Lage) | PM08000163    | Classé       | 1970  |      |